# تارزان
تارزان (به انگلیسی: Tarzan) شخصیتی خیالی است که نویسنده‌ای آمریکایی به نام ادگار رایس باروز او را خلق کرده‌است. تارزان پسر نجیب‌زاده‌ای انگلیسی است که در کودکی در جنگل‌های آفریقا گم شده و به وسیلهٔ میمون انسان‌نمایی به نام منگانی پرورش یافته‌است. او که اینک انسانی وحشی است مانند حیوانات غذا می‌خورد و مانند آن‌ها حرف می‌زند و مانند میمون بر روی شاخه زندگی می‌کند. تا اینکه چند محقق او را به دنیای انسان‌ها می‌برند و کم‌کم مانند آن‌ها زندگی می‌کند. امروزه از تارزان در کارتون، فیلم، اسباب‌بازی و... یک قهرمان ساخته شده‌است. دوست‌داران اصلی تارزان کودکان هستند، ولی بزرگترها هم به تماشای آن میپردازند.

## تارزان در سینما و تلویزیون
بانک اطلاعات اینترنتی فیلم‌ها بیش از ۲۰۰ عنوان فیلم سینمایی و تلویزیونی را فهرست کرده‌است که مابین سال‌های ۱۹۱۸ تا ۲۰۱۴ میلادی ساخته شده‌اند. اولین فیلم تارزان، یک فیلم صامت بود و اولین بازیگری که نقش بزرگسالیِ تارزان را بازی کرد، المو لینکلن بود که در ۱۹۱۸ میلادی، در فیلم تارزان فرزند گوریل‌ها ، این نقش را ایفا کرد. با ابداع صدابرداری و صداگذاری و گسترش فیلم‌های ناطق، ساختِ فیلم‌های تارزان نیز مابین دههٔ ۳۰ تا ۶۰ میلادی، شکوفایی بیشتری یافت که معروف‌ترین آنها، تارزان مرد گوریلی با قهرمان شنای المپیک «جانی ویسمولر» بود که در فیلم‌هایش چهرهٔ یک وحشی نیک را به تصویر درآورد که به سختی انگلیسی صحبت می‌کند؛ برخلاف آن اشراف‌زادهٔ بافرهنگی که در رمان آمده است
فهرستی از بازیگرانی که در نقش تارزان ظاهر شده‌اند، به ترتیب سال ساخت و انتشار فیلم‌ها، در جدول زیر آمده است. در این فهرست، صداپیشگان کارتون‌های تارزان یا نمایشنامه‌های رادیویی آن و نیز، بازیگرانی که در فیلم‌های طنز یا هجوگونهٔ تارزان بازی کرده‌اند، نیامده است و صرفاً دربرگیرندهٔ فیلم‌ها و سریال‌های جدی دربارهٔ تارزان است که برپایه داستان مشهور ادگار رایس باروز ساخته شده‌اند.
| شماره | نام بازیگر             | نام فیلم                                       | سال ساخت    | توضیحات |
| ----- | ---------------------- | ---------------------------------------------- | ----------- | --- |
| ۱     | المو لینکلن            | تارزان فرزند گوریل‌ها                           | ۱۹۱۸        | اولین بازیگر نقش تارزان |
| ۲     | گوردون گریفیث          | تارزان فرزند گوریل‌ها                           | ۱۹۱۸        | نقش تارزان در دوران کودکی و نوجوانی |
| ۳     | جین پولار              | انتقام تارزان                                  | ۱۹۲۰        | آتش‌نشان بود و فقط در یک فیلم، نقش تارزان را بازی کرد.                                                                                    |
| ۴     | پرس دمپسی تی‌بلر        | پسر تارزان                                     | ۱۹۲۰-۱۹۲۱   | قهرمان ورزشی و خوانندهٔ اپرا بود. |
| ۵     | جیمز پی‌یرس             | تارزان و شیر زرین                              | ۱۹۲۷        | ورزشکار حرفه‌ای و مربی فوتبال گریدیرون بود.                                                                                               |
| ۶     | فرانک مریل             | تارزان نیرومند تارزان ملقب به ببر              | ۱۹۲۸-۱۹۲۹   | قهرمان ژیمناستیک بود و تا مدتی نقشِ بدل‌کارِ اولین تارزان یعنی المو لینکلن را به عهده داشت.                                                 |
| ۷     | جانی ویسمولر           | تارزان مرد گوریلی و چندین فیلم دیگر            | ۱۹۳۲-۱۹۴۸   | دارندهٔ ۵ مدال طلای المپیک در شنا و یک مدال برنز در واترپلو مابین سال‌های ۱۹۲۴ تا ۱۹۲۸ او در ۱۱ فیلم تارزان دیگر نیز در همین نقش، ظاهر شد. |
| ۸     | باستر کرب              | تارزان بی‌باک                                   | ۱۹۳۳        | دارندهٔ مدال برنز المپیک در رشتهٔ «شنای ۱۵۰۰ متر آزاد مردان» در سال ۱۹۲۸ و مدال طلای المپیک در رشتهٔ «شنای ۴۰۰ متر آزاد مردان»              |
| ۹     | بروس بنت (هرمان بریکس) | ماجراهای جدید تارزان                           | ۱۹۳۵        | دارندهٔ مدال نقرهٔ المپیک در رشته «پرتاب وزنه» در سال ۱۹۲۸                                                                                 |
| ۱۰    | گلن موریس              | انتقام تارزان                                  | ۱۹۳۸        | دارندهٔ مدال طلای المپیک در رشته «دهگانه» در سال ۱۹۳۶                                                                                     |
| ۱۱    | لکس بارکر              | چشمه سحرآمیز تارزان                            | ۱۹۴۹        | بازیگر تئاتر و سرگرد ارتش آمریکا بود. |
| ۱۲    | گوردون اسکات           | جنگل پنهان تارزان                              | ۱۹۵۵        | مدتی پلیس نظامی ارتش آمریکا و نجات‌غریق یک هتل-کازینو بود.                                                                                |
| ۱۳    | دنی میلر               | تارزان مرد گوریلی                              | ۱۹۵۹        | بازیکن بسکتبال در یو‌سی‌ال‌ای و نخستین تارزان "بلوند" سینما                                                                                 |
| ۱۴    | جاک ماهونی             | تارزان به هند می‌رود                            | ۱۹۶۲        | از تبار سرخپوستان چروکی و خلبان و مربی خلبانی در سپاه تفنگداران دریایی ایالات متحده آمریکا بود.                                          |
| ۱۵    | مایک هنری              | تارزان و وادی طلا                              | ۱۹۶۶        | بازیکن حرفه‌ای فوتبال گریدیرون و عضو تیم پیتسبرگ استیلرز                                                                                  |
| ۱۶    | ران ایلی               | سریال تلویزیونی تارزان                         | ۱۹۶۶-۱۹۶۸   | این همان سریالی است که پیش از انقلاب ۱۳۵۷ از تلویزیون ملی ایران پخش می‌شد.                                                                |
| ۱۷    | مایلز اوکیف            | تارزان مرد گوریلی                              | ۱۹۸۱        | ستارهٔ فوتبال آمریکایی و راگبی و فارغ‌التحصیل رشته‌های علوم سیاسی و روان‌شناسی                                                               |
| ۱۸    | کریستوفر لمبرت         | گری‌ستوک: افسانه تارزان، ارباب گوریل‌ها          | ۱۹۸۴        | وی دچار نزدیک‌بینی شدید است، به نحوی که هرگز بدون عینک یا لنز، قادر به دیدن و ایفای نقش نیست.                                             |
| ۱۹    | جو لارا                | تارزان: ماجراهای حماسی تله‌فیلم تارزان در منهتن | ۱۹۸۴ و ۱۹۹۶ | موسیقیدان است و در سال ۲۰۰۲ میلادی، پس از ۲۰ سال، بازیگری را رها کرد تا به فعالیت‌هایش در زمینهٔ موسیقی کانتری بپردازد.                    |
| ۲۰    | ولف لارسن              | سریال تلویزیونی تارزان                         | ۱۹۹۱-۱۹۹۴   | یک کاناداییِ آلمانی‌الاصل و فارغ‌التحصیل دانشگاه کویینز در رشته آمار و اقتصاد                                                               |
| ۲۱    | کاسپر ون دین           | تارزان و شهر گمشده                             | ۱۹۹۸        | بوکس را در دانشگاه ایالتی فلوریدا، زیر نظر «اریک جانسون»، فرا گرفت.                                                                      |
| ۲۲    | تراویس فیمل            | سریال تلویزیونی تارزان                         | ۲۰۰۳        | مدل سابق کلوین کلاین و بازیکن حرفه‌ای فوتبال استرالیایی                                                                                   |
| ۲۳    | الکساندر اسکاشگورد     | افسانه تارزان                                  | ۲۰۱۶        | بازیگر سوئدی که پس از مدتی خدمت در نیروی دریایی پادشاهی سوئد به بازیگری روی آورد. وی فرزند بازیگر مشهور سوئد استلان اسکاشگورد است.       |